# Polacra

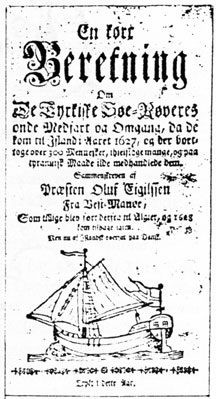
Polacra

Se llama polacra a una embarcación de cruz.
La polacra tiene el casco semejante al jabeque con dos palos tiples, sin cofas ni crucetas y con el mismo velamen que los bergantines aunque con la ventaja sobre estos de que arriando las velas superiores quedan al socaire de las inferiores y se aferran con facilidad. 
Algunas tienen de goleta el palo mayor y se denominan polacras-.goletas y otras lo gastan con cofa y se llaman bergantines-polacras. En el Mediterráneo, se llama también pollacra.